# Gheorghe Marinescu
Gheorghe Marinescu (* 28. Februarjul. / 12. März 1863greg. in Bukarest; † 15. Mai 1938 ebenda) war ein rumänischer Neurologe und Neuropathologe.

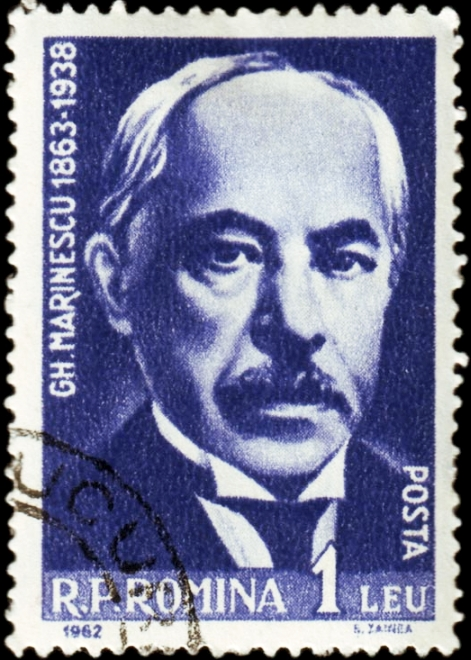
Gheorghe Marinescu auf einer rumänischen Briefmarke (1962)

## Leben
Nach Studienabschluss der Medizin 1888 an der Universität Bukarest spezialisierte sich Marinescu im histopathologischen Labor des Brâncoveanu Krankenhauses und als Assistent am Institut für Bakteriologie unter der Leitung von Victor Babeș. Auf Empfehlung von Babes ging er mit einem staatlichen Stipendium nach Paris, wo er seine Weiterbildung in der Neurologie unter Jean-Martin Charcot aufnahm. An der Salpêtrière lernte er auch Pierre Marie, Joseph Babinski und Fulgence Raymond kennen. Später arbeitete er mit Karl Weigert in Frankfurt am Main und dann mit Emil Heinrich Du Bois-Reymond in Berlin. Auf Empfehlung von Pierre Marie trug er 1890 auf einem internationalen Kongress in Berlin die neu gewonnenen Erkenntnisse über die Pathomorphologie der Akromegalie vor.
Nach neun Jahren Aufenthalt im Ausland kehrte Marinescu 1897 nach Bukarest zurück. Promoviert wurde er im selben Jahr von der Universität Paris. In Bukarest wurde für ihn ein neuer Lehrstuhl für Neurologie am Krankenhaus Pantelimon eingerichtet. Kurz danach wurde er zum Direktor der Neurologischen Universitätsklinik mit Sitz im Spitalul Colentina berufen. Er bekleidete diese Funktion 41 Jahre lang. 1932 wurde er zum Mitglied der Leopoldina gewählt.
Gheorghe Marinescu unterhielt enge akademische Beziehungen zu seinen Pariser Kollegen, und viele seiner über 250 Artikel wurden in französischer Sprache veröffentlicht.

## Wissenschaftliche Arbeit
Das wissenschaftliche Werk von Gheorghe Marinescu erstreckte sich auf die gesamte Neurologie einschließlich experimenteller Neuropathologie. Er verwendete die neuesten Untersuchungsmethoden wie Röntgenaufnahmen oder die Kinematographie der Körperstellung während der Ausführung verschiedener Bewegungen durch gesunde oder neurologisch erkrankte Menschen. Die Ergebnisse dieser Studien erschienen in der Monographie Le tonus des muscles striés (1937) unter Mitarbeit von N. Jonescu-Sisesti, Oskar Sager und Arthur Kreindler, mit einem Vorwort von Sir Charles Sherrington.
Schon zu Beginn seiner wissenschaftlichen Laufbahn veröffentlichte er mit Victor Babeș und dem französischen Pathologen Paul Oscar Blocq einen Atlas über die Pathomorphologie der Erkrankungen des Nervensystems. Seine 1893 mit Blocq verfasste Beschreibung eines Falles von parkinsonartigem Tremor durch eine Schädigung der Substantia nigra war die Grundlage für die Annahme von Édouard Brissaud, dass die Parkinson-Krankheit als Folge einer Läsion in Bereich der Substantia nigra auftritt. Zusammen mit Blocq beschrieb er als erster die senilen Plaques, und mit dem rumänischen Neurologen Ion Minea bestätigte er die Entdeckung von Noguchi Hideyo von Treponema pallidum im Gehirn der Patienten mit progressiver Paralyse. Mit Alexandre Souques (1860–1944) beschrieb er die Verletzungen bei der Friedreichschen Krankheit. Sein Werk La Cellule Nerveuse, mit einem Vorwort von Santiago Ramón y Cajal, erschien 1909.
1925 wurde er aus allen Schülern von Jean-Martin Charcot ausgewählt, um im Rahmen eines Festaktes zu Charcots 100. Geburtstag die Figur des großen Meisters zu evozieren.

## Eponyme
- Marinescu's Hand, kalte, ödematöse Hand mit livider Haut, gesehen bei manchen neurologischen Erkrankungen, wie Syringomyelie.
- Marinescu-Sjögren-Syndrom, eine seltene kongenitale Krankheit mit spinozerebellärer Ataxie, kongenitalem Katarakt, Dysarthrie, geistiger Retardierung.
- Palmomentaler Reflex (Marinescu-Radovici)